# Peg Leg Howell
Peg Leg Howell, född Joshua Barnes Howell den 5 mars 1888 i Eatonton, Georgia, död 11 augusti 1966 i Atlanta, var en amerikansk bluesmusiker.
Howell lärde sig spela gitarr på egen hand vid 21 års ålder. Han arbetade på en bondgård, men efter att ha blivit skjuten i benet tvingades han att ge upp detta arbete. Istället började han arbeta som musiker på heltid. 1923 flyttade han till Atlanta, där han försörjde sig som gatumusikant. Han tillbringade även en kort period i fängelse efter att ha sålt illegal sprit.
1926 plockades Howell upp av Columbia Records, som hört honom spela på Atlantas gator. Första utgåvan blev "New Prison Blues", en låt som Howell skrivit under sin fängelsevistelse. Låten var den första countryblueslåten att ges ut av bolaget. Under de nästföljande tre åren spelade Columbia in Howell vid flera tillfällen, ofta ackompanjerad av ett band bestående av Henry Williams (gitarr) och Eddie Anthony (fiol). Howells låtrepertoar var bred och inkluderade ballader, ragtime, jazz och blues.
Howell fortsatte att spela på Atlantas gator, men fortsatte även att sälja illegal sprit. Efter 1935 uppträdde han endast undantagsvis. 1952 blev han tvungen att amputera sitt vänstra ben som en följd av diabetes, vilket även gjorde honom rullstolsbunden. 1959 medverkade han med en låt på bluessamlingen The Country Blues. 1963 blev han återupptäckt av bluesentusiasten och forskaren George Mitchell och dennes forne klasskamrat Roger Brown. Dessa två spelade in Howell när han var 75 år gammal, vilket resulterade i en LP som släpptes på Testament Records. Howell dog i Atlanta 1966.